# Pasife
Pasife ou Pasiféia, formalmente Pasiphaë é um pequeno satélite natural de Júpiter que possui, aproximadamente, 60 km de diâmetro.

## Características físicas
Com diâmetro estimado em 58 km, Pasiphae é o maior satélite irregular e retrógrado depois de Himalia e Elara
As medições espectroscópicas em infravermelho indicam que Pasife é um objeto característico espectro eletromagnético espectral, consistente com a suspeita de origem asteróide do objeto.  Acredita-se que Pasife seja um fragmento de um asteróide capturado junto com outros satélites do grupo Pasiphae.

## Orbita

Satélites irregulares retrógrados de Júpiter

Pasife orbita o planeta Júpiter em uma órbita retrógrada de alta excentricidade e alta inclinação.  Ele dá o nome ao grupo Pasiphae, luas retrógradas irregulares que orbitam Júpiter a distâncias que variam entre 22,8 e 24,1 milhões de km, e com inclinações que variam entre 144,5° e 158,3°. Os elementos orbitais são a partir de janeiro de 2000.  Eles estão mudando continuamente devido a perturbações solares e planetárias. O diagrama ilustra sua órbita em relação a outros satélites irregulares retrógrados de Júpiter. A excentricidade das órbitas selecionadas é representada pelos segmentos amarelos (estendendo-se do pericentro ao apocentro).  O satélite regular mais externo Callisto está localizado para referência.

Sabe-se também que Pasife está em ressonância secular com Júpiter (amarrando a longitude de sua perijove com a longitude de periélio de Júpiter).